# Notodden FK
El Notodden FK es un equipo de fútbol de Noruega que juega en la Fair Play ligaen, tercera división de fútbol en el país.

## Historia
Fue fundado en el año 1999 en la ciudad de Notodden luego de que se fusionaran las secciones de fútbol del SK Snogg y Heddal IL y un año más tarde entraron al sistema de ligas de Noruega.
En la temporada 2006 logran el ascenso a la Adeccoligaen por primera vez en su historia, donde permanecieron por tres temporadas hasta descender en 2009. En 2012 regresan a la Adeccoligaen para descender en tan solo una temporada.
Cinco años después regresan a la Adeccoligaen luego de vencer en una serie de playoff al Fredrikstad FK en 2017.

## Palmarés
- Fair Play ligaen: 2

2006, 2011